# Ајсризенвелт
Ајсризенвелт сматра се највећим системом ледених пећина у Европи, а његов сплет пролаза и дворана, које подсјећају на унутрашњост катедрале, провлачи се 40 km унутар масива Тенен, јужно од аустријског града Салцбург.
Пространи улаз у пећине води до леденог зида високог 30 m, на чијем врху се налази лавиринт пролаза. Жућкаста свјетлост коју бацају на ледени зид и сјај водичевог рефлектора откривају преграде и стубове од леда који изгледају као статуе. Бајковити ледени облици добили су називе као што су „ледене оргуље“, и „ледена капелица“, а дубоко у планини завјесе од леда скривају се „ледена врата“. На неким мјестина хладан ваздух хучи кроз уске пролазе док се креће до другог улаза у пећине које су на нешто вишим мјестима у планини. „Ледени дивови“ настали су као резултат продирања воде кроз кречњачке пећине обликоване пре више од 2 милиона година. Вода од отопљеног снијега и леда, као и од кише која пада у прољеће цури у пећине и тренутно се смрзава, па не може да обликује сталектите и сталегмите који се обично формирају у кречњачким пећинама.
Пећине је први истражио 1879. године Антон фон Поселт. Ушавши отприлике 200 m у дубину планине, наишао је на ледени зид и даље није ишао. Прошло је више од 30 година пре него што је неко поново ушао у пећину, а овај пут био је то Александар фон Мерк, познати спелеолог, који је водио експедиције 1912. и 1913. године. Он и чланови његове експедиције усјекли су степениште у ледени зид, а изнад њега открили су фантастичан свијет којем је и дао име Ајсризенвелт. Послије Првог свјетског рата истраживања су настављена, овога пута без Александра, који је погинуо у рату. Пространа дворана је добила име Катедрала фон Мерка у спомен на његово залагање да свијет сазна за пећине, а у њој се чува и урна са његовим пепелом.